# Laurent Touil-Tartour
Pour les articles homonymes, voir Touil.
Laurent Touil-Tartour est un producteur de cinéma, réalisateur et scénariste français, né à Paris le 23 novembre 1971. Il est connu pour avoir écrit, réalisé et produit la web-série Urban Wolf (2010). Ses œuvres ont été décrites par l’American Film Institute, Wired Magazine,The Wall Street Journal et d’autres comme "originales et visionnaires". En 2010, Touil-Tartour a concédé les droits de distribution mondiale d’Urban Wolf à Sony Pictures Entertainment. En 2011, Touil-Tartour a signé avec The Institute, la société de production du réalisateur/producteur Michael Bay, pour réaliser des longs métrages, des publicités, des jeux vidéo, du contenu Web et/ou des émissions de télévision.

## Biographie
En 2000, l'écrivain Frédéric Dard cède les droits d’adaptation de sa série de best-sellers signés San-Antonio,.
Dès 2001, le producteur Claude Berri rencontre Laurent Touil-Tartour et lui propose de produire son film. Antoine de Caunes, pressenti par le réalisateur pour incarner le rôle du commissaire San-Antonio, est écarté du projet par la production au profit de Gérard Depardieu,,,. Puis Jean-Pierre Castaldi est engagé pour jouer le rôle de son acolyte, l’inspecteur Bérurier.
Le plus gros budget jamais confié en France pour un premier film est mis à disposition de Laurent Touil-Tartour, soit 23 millions d’euros,. Il assume les rôles de réalisateur, de scénariste, de dialoguiste et de coproducteur.
En mai 2003, trois semaines avant le début du tournage, Gérard Depardieu change de rôle, abandonnant le commissaire San-Antonio au profit de l'inspecteur Bérurier, et remplace ainsi Jean-Pierre Castaldi, pourtant engagé depuis des mois pour le rôle. Gérard Lanvin se voit confier le rôle principal. 
D'importants désaccords artistiques interviennent entre Claude Berri et Laurent Touil-Tartour à la suite des premières projections de rushs qu'ils jugent décevantes. Le chef opérateur Pierre-William Glenn, ami du réalisateur, est remercié par la production après cinq jours de tournage. Après une longue bataille contre les nouveaux choix imposés par son producteur, Touil-Tartour doit abandonner la réalisation du film. De nombreux acteurs quittent à leur tour le film qu'ils jugent dénaturé, parmi eux, Marianne James (remplacée par Michèle Bernier), Natacha Lindinger (remplacée par Cyrielle Clair), Jean-Michel Martial (remplacé par Eriq Ebouaney), ou encore Jean Yanne (remplacé par Robert Hossein). D'autres acteurs terminent le film mais le renient à sa sortie, telle Barbara Schulz et Gerard Lanvin,. Laurent Touil-Tartour est quant à lui remplacé à la mise en scène par Frédéric Auburtin, qui remodèle le film de fond en comble, scénario compris, en accord avec la production
En 2010 il écrit et réalise la série Urban Wolf sortie aux États-Unis et diffusée en France par Apple dès 2020. 
En 2024, il publie un essai autour de la relation entre Jean-Paul Sartre et Benny Lévy, tentant d'élucider les derniers mystères entourant la publication de leur livre commun L'Espoir maintenant (Achever Sartre, Grasset, 2024).  

## Filmographie
- 2004 : San-Antonio (scénariste, coproducteur et réalisateur non crédité)
- 2010 : Urban Wolf – créateur, producteur, scénariste, réalisateur

### La sérieUrban Wolf
Urban Wolf est une série télévisée américaine d'anticipation à suspense créée, écrite et réalisée par Laurent Touil-Tartour.
Distribuée en France par Apple, depuis avril 2020, elle se compose de 15 épisodes de 5 minutes chacun.
La série a récolté de nombreux prix et récompenses aux États-Unis, dont le prestigieux Webby Awards de la Meilleure Série (prix décerné par l’International Academy of the Digital Arts and Science présidée par Francis Ford Coppola), le Grand Prix de l'Independent Television Festival de Los Angeles et le Prix Spécial du Jury du DragonCon d'Atlanta. L'American Film Institute a par ailleurs élu Urban Wolf comme "l'une des plus convaincantes productions et narrations de l'âge des médias numériques" lors de son Digital Festival annuel sur Hollywood Boulevard.
Plébiscitée par la critique, aussi unanimement en France qu'aux États-Unis, la série est saluée pour son aspect visionnaire, sa mise-en-scène inventive et sa narration non-verbale n'ayant pas recours à des dialogues. Ainsi que pour son approche hypnotique et esthétique de la dérive intrusive du tout-numérique dans la vie ordinaire des citoyens. La critique Margaux Maekelberg considère Urban Wolf comme "un suspense brillamment mis en scène, une curiosité de mise en forme se démarquant par son originalité et son sujet anticipateur. »

#### Synopsis
L'intrigue se concentre principalement sur un touriste américain, Justin Case, fraîchement débarqué à l'aéroport de Paris et qui se retrouve épié, poursuivi et terrorisé sans motif apparent par le biais des nouvelles technologies et à travers le réseau de caméras de surveillance de la ville.

#### Diffusion
En mai 2020, Apple lance la distribution en France de la série Urban Wolf sur sa plateforme App Store. Urban Wolf est ainsi distribué sous la forme d'une application dédiée en édition exclusive et innovante pour l'écosystème iOS, iPhone, iPod Touch et iPad . 1 L'édition de l'application Urban Wolf présente l'intégralité des 15 épisodes de la série en HD et offre également de nombreux bonus exclusifs.
La sortie initiale d'Urban Wolf aux États-Unis a été faite sous l'égide du studio Sony Pictures Entertainment qui annonce officiellement un accord de distribution mondiale révolutionnaire pour la série. 2 Urban Wolf a ainsi été la première série de fiction jamais diffusée sur le PlayStation Network.
Ensuite, Sony Pictures a syndiqué la série dans une empreinte multiplateforme comprenant: Crackle,YouTube, hulu, le PlayStation Network, Google TV, le Bravia Network, Animax, AXN, AT&T, Sprint, etc.

#### Prix et Nominations

##### Récompenses
- 2011 Webby Award – Best Drama Award Winner of the 15th Annual Webby People’s Voice Awards.
- 2009 Independent Television Festival – Best Drama Award Winner.
- 2009 Dragon Con Independent Film Festival – Staff Picks Award Winner.

##### Nominations
- 2009 American Film Institute DigiFest – Nominated as "Most Innovative Digital Media Production".
- 2010 Massachusetts Institute of Technology - MIT Media Lab - Center for Future Storytelling - Official Selection.
- 2011 Webby Award – Nominated for "Best Drama" for both Webby Award and People's Voice Award.

##### Lauréat
- 2011 Webby Award – Official Honoree for "Best Individual Performance" at the 15th Annual Webby Awards.

###### Accueil critique et public
La série a reçu un accueil critique extrêmement enthousiaste. D'abord aux États-Unis dans le New York Times qui l'a qualifié de "thriller du XXIe siècle proche de la perfection", tout comme le Wall Street Journal et le Wired Magazine. En France, la critique est également unanime. Le critique Romain Tormen a écrit que "Urban Wolf interpelle par sa mise en scène très originale et visionnaire" "Habilement dirigé et différent de ce qu'on connait" "un thriller original et qu’elle soit captivante"
La critique Myriam Desvergnes relève que "A travers les caméras, le réalisateur joue avec le regard et donc les ambiances. En ce sens, la série relève davantage du cinéma. En effet, les épisodes peuvent s’enchaîner, car l’intrigue reste la même. De nombreux emprunts au septième art sont d’ailleurs présents, aussi bien dans les sujets abordés que les plans de caméra : on pense bien évidemment à La mort aux trousses, mais aussi à James Bond, V pour Vendetta ou Minority Report. Le dernier épisode dénoue l’intrigue, là encore, de manière spectaculaire."
La critique Margaux Maekelberg, quant à elle, salue la virtuosité de la mise-en-scène: "le moins qu’on puisse dire, c’est que Laurent Tartour a de la suite dans les idées et une vraie capacité à gérer ces cinq minutes pour amener une tension supplémentaire à chaque épisode". Concluant que "c’est vif, concis et extrêmement efficace dans sa narration si bien qu’on en redemande encore une fois les quinze épisodes terminés".   

###### Personnages et distribution
L'acteur hongkongais Vincent Sze joue le rôle de Justin Case.

## Publications
- La Main Capricieuse, Bernardo Toro, 2022 (présentation en ligne), nouvelle
- Achever Sartre, Paris, Grasset, 2024 (présentation en ligne)